# Мирон
Миро́н (грец. Μύρων) — чоловіче ім'я грецького походження. За одним із тлумачень походить від слова миро — запашна олія, яку використовують у християнських церковних обрядах. Буквально: Мирон — той, хто пахне миром. За іншим тлумаченням означає «який плаче». Іноді може бути прізвищем (на західноукраїнських землях).

## Відомі носії
- Мирон — давньогрецький скульптор середини V століття до н. е.
- Мирон (у миру Мирослав Ходаковський) (1957—2010) — архієпископ Гайнівський, вікарій Варшавської єпархії Православної церкви Польщі, православний ординарій Війська Польського, бригадний генерал. Трагічно загинув в авіакатастрофі під Смоленськом 10 квітня 2010 року.
- Мирон Зарицький (1889—1961) — український учений-математик та педагог, професор Львівського державного університету, дійсний член Наукового Товариства ім. Т. Шевченка (з 1927), фундатор української математичної культури. Доктор філософії (1930). Батько зв'язкової Романа Шухевича Катерини Зарицької, тесть діяча ОУН Михайла Сороки, дід художника-графіка Богдана Сороки.
- Мирон Тарнавський (1869—1938) — український полковедець, комендант Легіону УСС, генерал-чотар та Начальний вождь (головнокомандувач) УГА.
- Мирон Матвієйко (псевдо Див, Жар, Рамзес, Усміх; 1914—1984) — керівник Служби безпеки Закордонних частин ОУН, згодом — радянський агент.
- Мирон Заячківський (псевдо Косар-Заячківський; 1897—1937) — український та радянський політичний діяч, публіцист, полковий лікар 1-ї бригади УСС УГА, лікар у 402-му Галицькому полку 45-ї дивізії ЧУГА, член політбюро ЦК КПЗУ. Жертва більшовицького терору. Син львівського судді Тита Заячківського, молодший брат нотаріуса та українського комісара Коломиї Романа Заячківського.
- Мирон Вендзилович (1919—1992) — український архітектор.
- Мирон Яців (1929—1996) — український графік та педагог. Батько мистецтвознавця Романа Яціва.
- Мирон Маркевич (нар. 1951) — радянський та український футболіст, згодом — футбольний тренер. Син футболіста Богдана Маркевича, батько футболіста Остапа Маркевича.
- Мирон Янків (нар. 1951) — український учений-економіст і державний діяч, академік Академії наук вищої школи України.
- Мирон Кордуба (1876—1947) — український історик, державник, учений, публіцист, письменник.
- Мирон Петровський (1932—2020) — український літературознавець і письменник.
- Мирон Сурмач (1895—1991) — перший у США український книгар та видавець, власник музичної крамниці, власник музичної крамниці в Мангеттені, відомий організатор української музичної діяльності в еміграції, громадський діяч. Батько малярки Мирослави Сурмач-Міллс.
- Мирон Штолюк (?—1830) — ватажок загону опришків родом із села Розтоки Косівського повіту (нині Косівський район Івано-Франківської області).
- Мирон Дідурик (1938—1970) — майор армії США українського походження, командував ротою «Браво» другого батальйону сьомого кавалерійського полкі в битві в долині Я-Дранг.
- Мирон Сич (1960—2024) — польський політик українського походження.
- Oxxxymiron (справжнє ім'я Мирон Янович Федоров; нар. 1985) — російський репер.